# Überzählige Messung
Überzählige oder überschüssige Messungen dienen in der Geodäsie und anderen technischen Disziplinen hauptsächlich folgenden Zwecken:
- Steigerung der Genauigkeit – siehe auch Mittelung und Ausgleichsrechnung
- Überprüfung auf mögliche Daten- und Messfehler
- Steigerung der Zuverlässigkeit
- Aussage über die Genauigkeit der Messungen und des Ergebnisses – siehe Fehlerfortpflanzung

Siehe auch:
- Überbestimmung, Überschuss, Kontrolle, Normalverteilung
- zufälliger Fehler, systematischer Fehler, Regressionsanalyse, Standardabweichung